# Shi Wancheng
Shi Wancheng (chinesisch 史萬成 / 史万成, Pinyin Shǐ Wànchéng; * 13. August 1990 in Harbin) ist ein ehemaliger chinesischer Snowboarder. Er startete in der Disziplin Halfpipe und nahm an drei Olympischen Winterspielen sowie sechs Snowboard-Weltmeisterschaften teil.

## Werdegang
Shi trat im Januar 2007 bei den Snowboard-Weltmeisterschaften in Arosa erstmals in Erscheinung. Dort errang er den 25. Platz. Bei den folgenden Winter-Asienspielen in Changchun holte er die Silbermedaille. Im Snowboard-Weltcup startete er erstmals im November 2007 in Saas-Fee, wobei er den 22. Platz belegte. In der Saison 2008/09 erreichte er mit Platz drei in Gujō seine erste Podestplatzierung im Weltcup und mit dem 12. Platz im Halfpipe-Weltcup sein bestes Gesamtergebnis. Zudem wurde er bei der Winter-Universiade 2009 in Harbin Achter. Beim Saisonhöhepunkt, den Snowboard-Weltmeisterschaften 2009 in Gangwon, kam er auf den 18. Platz. Bei seiner ersten Olympiateilnahme im Februar 2010 in Vancouver errang er den 35. Platz. In der Saison 2010/11 erreichte er in Yabuli mit dem dritten Platz seine letzte Podestplatzierung im Weltcup und zum Saisonende den 23. Platz im Halfpipe-Weltcup. Bei den Snowboard-Weltmeisterschaften 2011 in La Molina belegte er den 32. Platz und bei der Winter-Universiade 2011 in Erzurum den fünften Rang. In den folgenden Jahren errang er im Weltcup ausschließlich Platzierungen außerhalb der ersten zehn. Bei den Snowboard-Weltmeisterschaften 2013 im Stoneham kam er auf den 25. Platz, bei den Snowboard-Weltmeisterschaften 2015 am Kreischberg auf den 41. Platz, bei den Snowboard-Weltmeisterschaften 2017 in der Sierra Nevada auf den 19. Platz sowie bei den Olympischen Winterspielen 2014 in Sotschi auf den siebten Platz. In seiner letzten aktiven Saison 2017/18 belegte er den 21. Platz im Halfpipe-Weltcup und absolvierte in Laax seinen 29. und damit letzten Weltcup, welchen er auf dem achten Platz beendete. Bei den Olympischen Winterspielen 2018 in Pyeongchang errang er den 29. Platz.

## Teilnahmen an Weltmeisterschaften und Olympischen Winterspielen

### Olympische Spiele
- 2010 Vancouver: 35. Platz Halfpipe
- 2014 Sotschi: 7. Platz Halfpipe
- 2018 Pyeongchang: 29. Platz Halfpipe

### Weltmeisterschaften
- 2007 Arosa: 25. Platz Halfpipe
- 2009 Gangwon: 18. Platz Halfpipe
- 2011 La Molina: 32. Platz Halfpipe
- 2013 Stoneham: 25. Platz Halfpipe
- 2015 Kreischberg: 41. Platz Halfpipe
- 2017 Sierra Nevada: 19. Platz Halfpipe

## Weltcup-Gesamtplatzierungen
| Saison  | Gesamt/Freestyle | Gesamt/Freestyle | Halfpipe | Halfpipe |
| Saison  | Punkte           | Platz            | Punkte   | Platz    |
| ------- | ---------------- | ---------------- | -------- | -------- |
| 2007/08 | 90               | 232.             | 90       | 75.      |
| 2008/09 | 1360             | 55.              | 1360     | 12.      |
| 2009/10 | 208              | 186.             | 208      | 55.      |
| 2010/11 | 600              | 44.              | 600      | 23.      |
| 2012/13 | 283              | 71.              | 283      | 40.      |
| 2013/14 | 210              | 83.              | 210      | 43.      |
| 2015/16 | 160              | 97.              | 160      | 42.      |
| 2016/17 | 51,7             | 143.             | 51,7     | 47.      |
| 2017/18 | 638              | 53.              | 638      | 21.      |